# 243
243（二百四十三、にひゃくよんじゅうさん）は、自然数また整数において、242の次で244の前の数である。

## 性質
- 243は合成数であり、約数は1, 3, 9, 27, 81, 243である。
  - 約数の和は364。
    - 約数関数から導き出される数列 {\displaystyle a_{n}=\sigma (a_{n-1})} はその初期値によって異なる数列になる。異なる数列になる24番目の初期値 (最小の値) を表す数である。1つ前は226、次は262。(ただし1を除く)(オンライン整数列大辞典の数列 A257348)

  - 素数を除いて σ(n) − n が平方数になる22番目の数である。1つ前は215、次は287。(ただしσは約数関数) (オンライン整数列大辞典の数列 A048699)
  - 約数の個数が3連続 (242, 243, 244) で同じになる9番目の中央の数である。1つ前は231、次は244。
- 3番目の5乗数である。1つ前は32、次は1024。
  - n = 5 のときの 3n の値とみたとき1つ前は81、次は729。
  - 3の累乗数の中でハーシャッド数になる5番目の数である。1つ前は81、次は19683。ただし30 (1) を含む場合は6番目である。
  - 5乗数がハーシャッド数になる2番目の数である。1つ前は1、次は7776。
  - n = 2 のときの 32n + 1 の値とみたとき1つ前は27、次は2187。(オンライン整数列大辞典の数列 A013708)
  - 素数 p = 5 のときの 3p の値とみたとき1つ前は27、次は2187。(オンライン整数列大辞典の数列 A057901)
  - 素数 p = 3 のときの p 5 の値とみたとき1つ前は32、次は3125。(オンライン整数列大辞典の数列 A050997)
  - 素数 p において p 2p 3 の値とみたとき1つ前は8、次は78125。(オンライン整数列大辞典の数列 A053089)
  - (素数) (素数) の形で表せる12番目の数である。1つ前は169、次は289。(オンライン整数列大辞典の数列 A053810)
  - 平方数でも立方数でもない累乗数の中では3番目の数である。1つ前は128、次は2048。
- 243 = 9 × 33
  - n = 3 のときの 9n 3 の値とみたとき1つ前は72、次は576。(オンライン整数列大辞典の数列 A244728)
- 243 = 3 × 92
  - n = 9 のときの 3n 2 の値とみたとき1つ前は192、次は300。(オンライン整数列大辞典の数列 A033428)
- 243 = 20 × 35
  - 2i × 3 j (i ≧ 0, j ≧ 0) で表せる27番目の数である。1つ前は216、次は256。(オンライン整数列大辞典の数列 A003586)
- 9番目の完全トーティエント数である。1つ前は183、次は255。3の累乗数は全て完全トーティエント数でもある。
- 74番目のハーシャッド数である。1つ前は240、次は247。
  - 9を基とする24番目のハーシャッド数である。1つ前は234、次は252。
- 1/243 = 0.004115226337448559670781893… (下線部は循環節で長さは27)
  - 逆数が循環小数になる数で循環節が27になる最小の数である。次は486。
  - n = 5 のときの 1/3n の循環節の長さとみたとき、1つ前の 1/34 = 1/81 の循環節は9桁(34−2)、次の 1/36 = 1/729 は循環節は81桁(36−2)になる。
  - 循環節が n になる最小の数である。1つ前の26は583、次の28は29。(オンライン整数列大辞典の数列 A003060)
  - 3桁ごとに区切ると公差111の等差数列になっている。公差の111はaabの数字列とみることもできる。(例．670 = 660 + 10)

```
0. 004
      115
         226
            337
               448
                  559
                     670
                        781
                           892
                             1003
                                1114
+                                 ･･･
---------------------------------------------------
0. 00411522633744855967078189300411･･･

```

- 因数に3が含まれるN進法では、逆数が有限小数になる。
  - 例：1/243(10) = 1/1043(6) = 0.00052(6)、1/300(9) = 0.003(9)
- 243 = 12 + 112 + 112 = 32 + 32 + 152 = 52 + 72 + 132 = 92 + 92 + 92
  - 3つの平方数の和4通りで表せる11番目の数である。1つ前は234、次は246。(オンライン整数列大辞典の数列 A025324)
- 243 = 52 + 72 + 132
  - 異なる3つの平方数の和1通りで表せる73番目の数である。1つ前は236、次は244。(オンライン整数列大辞典の数列 A025339)
- 243 = 33 + 63
  - 2つの正の数の立方数の和で表せる17番目の数である。1つ前は224、次は250。(オンライン整数列大辞典の数列 A003325)
  - 異なる2つの正の数の立方数の和で表せる13番目の数である。1つ前は224、次は280。(オンライン整数列大辞典の数列 A024670)
  - n = 3 のときの 3n + 6n の値とみたとき1つ前は45、次は1377。(オンライン整数列大辞典の数列 A074607)
- 243 = 33 + 33 + 43 + 53
  - 4つの正の数の立方数の和で表せる53番目の数である。1つ前は240、次は245。(オンライン整数列大辞典の数列 A003327)
- 桁で並べ替えをすると連続自然数になる31番目の数である。1つ前は234、次は312。(オンライン整数列大辞典の数列 A288528)
- 243 = 162 − (2 + 5 + 6)
  - n = 16 のときの n 2 とその各位の和との差とみたとき1つ前は216、次は270。(オンライン整数列大辞典の数列 A224977)
- 243 = 182 − 81
  - n = 18 のときの n 2 − 81 の値とみたとき1つ前は208、次は280。(オンライン整数列大辞典の数列 A098850)

## その他 243 に関連すること
- 西暦243年
- 紀元前243年
- アロハ航空243便事故
- 年始から数えて243日目は8月31日、閏年では8月30日。
- 塚原二四三は最後の大日本帝国海軍大将である。
- .243ウィンチェスター・スーパー・ショート・マグナム
- 第243代ローマ教皇はクレメンス11世（在位：1700年11月23日～1721年3月19日）である。
- 東ドイツ国鉄243形電気機関車
- UFC 243
- 東京都庁舎の高さはおよそ243mである。
- 作曲家・都志見隆の別名